# Robertus potanini
Robertus potanini är en spindelart som beskrevs av Schenkel 1963. Robertus potanini ingår i släktet fuktspindlar, och familjen klotspindlar. Inga underarter finns listade i Catalogue of Life.